# Sirion

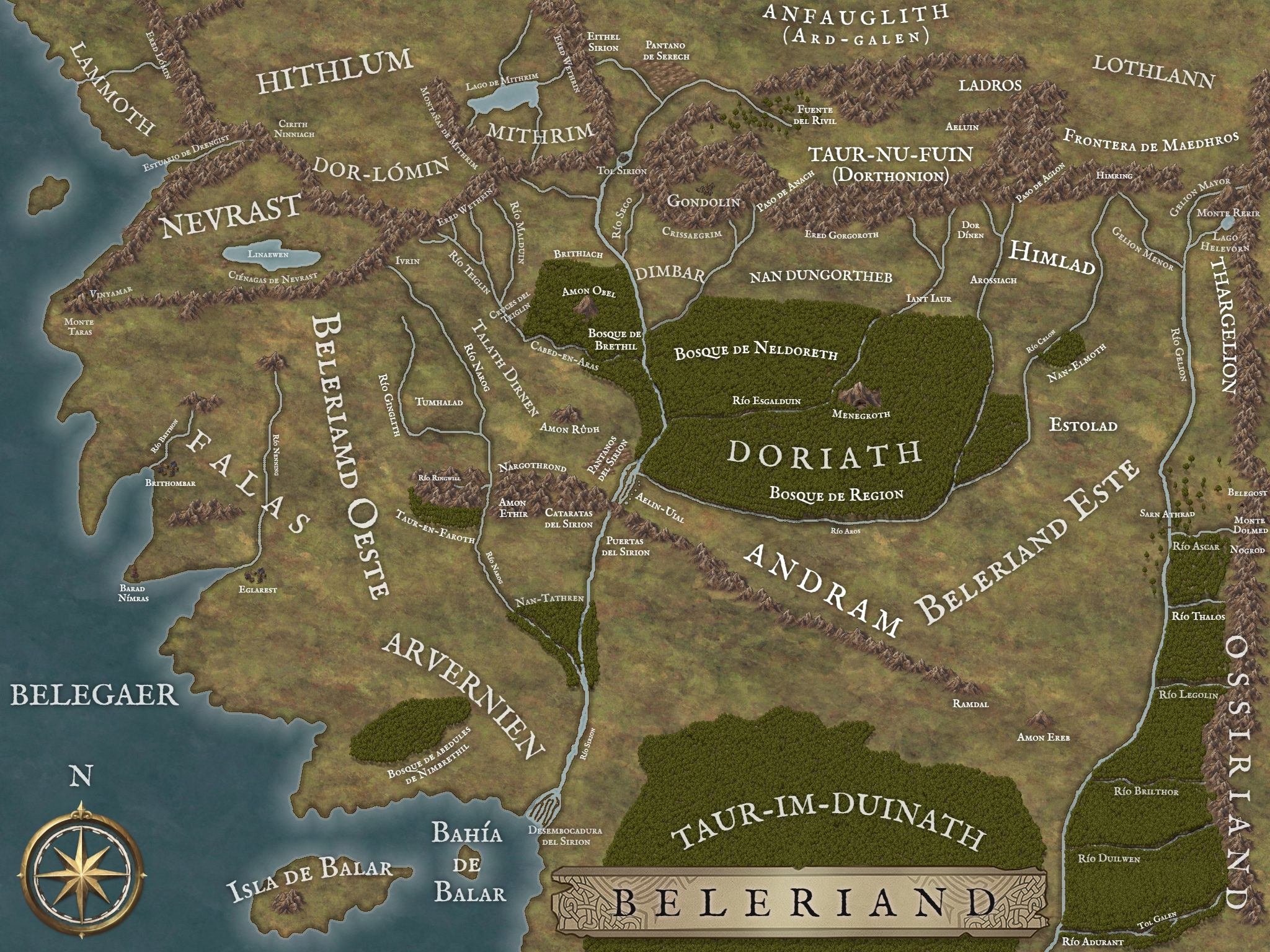
Mapa de Beleriand, En el centro, corriendo de norte a sur, el río Sirion

El Sirion es un río ficticio perteneciente al legendarium del escritor británico J. R. R. Tolkien y que aparece en sus novelas póstumas El Silmarillion y Los hijos de Húrin. Es la principal arteria fluvial de las tierras de Beleriand, en la Tierra Media.

## Geografía e historia
El Gran Río y sus muchos afluentes atravesaba toda Beleriand central, al sur de las Ered Wethrin y las Ered Gorgoroth. Nace en las Ered Wethrin, en un lugar llamado Eithel Sirion, justo en las laderas orientales de estas. 
El Sirion vuelca sus aguas hacia el sur y en su confluencia con el río Rivil, (que desciende de las Montañas Circundantes) se forma el Marjal de Serech; escenario de muchas de las batallas de la guerra de las Joyas. El río continúa su marcha pasando por un angosto valle, “(...)con laderas abruptas vestidas de pinos...”; conocido como el “Paso del Sirion”, ubicado entre las Ered Wethrin y las Montañas Circundantes. En el valle se divide en dos brazos formando una isla llamada Tol Sirion; allí, y para proteger el paso Finrod levantó la fortaleza de Minas Tirith. Dejando atrás el Paso, el río cruza Dimbar, la región ubicada al sur de las Montañas Circundantes; torrentoso y caudaloso solo se lo puede cruzar por el Vado de Brithiach, ubicado en el linde norte del Bosque de Brethil.
Divide Beleriand en Beleriand Este y Beleriand Oeste, y por más de 130 leguas hacia el sur atraviesa varias regiones: separa el bosque de Brethil del de Neldoreth; formando, junto al río Mindeb, la región de Dimbar. El Teiglin se le une al sur del bosque de Brethil. Es el límite occidental de Doriath; salvo la parte del bosque de Nivrim, que se ubica al sur del Teiglin y al oeste del Sirion; que es el que marca el límite de la Cintura de Melian; “(...)de modo que cierta parte del Sirion, que... Melian... amaba por reverencia a Ulmo, estaba enteramente bajo el poder de Thingol.”  Cruza el bosque de Region en sus lindes occidentales; recibiendo el aporte del río Esgalduin. Antes de llegar a la cordillera de Andram, en donde se produce la unión con el río Aros; sus aguas se dispersan formando marjales y las Lagunas del Crepúsculo (Aelin Uial), llamadas así “(...)porque estaba envuelta en neblinas, y el encantamiento de Doriath pendía sobre ella...”
Hasta Aelin Uial el río corría amplio y tranquilo pero al sur de estas, se precipita hacia la cordillera entre muchas cascadas. Luego se pierde en canales subterráneos excavados en el suelo hasta reaparecer, tres leguas abajo, en las colinas llamadas “Las Puertas del Sirion”; para seguir su curso hacia el sur. Muchas millas al sur de Andram el Sirion cruza Nan-Tathren en donde se une al río Narog. En el bello Bosque de Sauces, Voronwë habitó mucho tiempo, antes de su viaje por mar; y hacia el final de la Primera Edad lo habitaron los sobrevivientes de Gondolin mientras se reponían de la dura huida.  
Marca el límite Occidental del enorme bosque de Taur-im-Duinath (‘bosque entre dos ríos’) cercado, por el oriente, por el río Gelion. Desemboca en la bahía de Balar, justo al frente de la isla de Balar, en un delta arenoso, conocido como Bocas del Sirion; que conformaba una región de pantanos y lagunas de altos juncos conocida como Lisgardh. Allí habitaron Tuor y su hijo Eärendil con los refugiados de Gondolin, a los que se unieron los sobrevivientes de Doriath.
Los pasos del río fueron disputados muchas veces por los Noldor y Morgoth, ya que era un importante paso hacia muchos reinos en Beleriand. 
El río Sirion tenía un importante nexo con el vala Ulmo, señor de las aguas, quien recogía noticias y plegarias de los elfos y hombres a través de las aguas que el río vertía en el Gran Mar. 
Se cree que el Sirion se originó en la confusión y conflicto de la Guerra de los Poderes, al final de la Primera Edad de las Estrellas, cuando los Valar destruyeron Utumno.
Después de la Guerra de la Cólera, Beleriand se desgarró y fue sumergida por la ira de los Valar en su batalla contra Morgoth, y el Sirion se annegó con las tierras que recorría, al final de la Primera Edad del Sol.

## Puntos relevantes del curso del Sirion

### Eithel Sirion

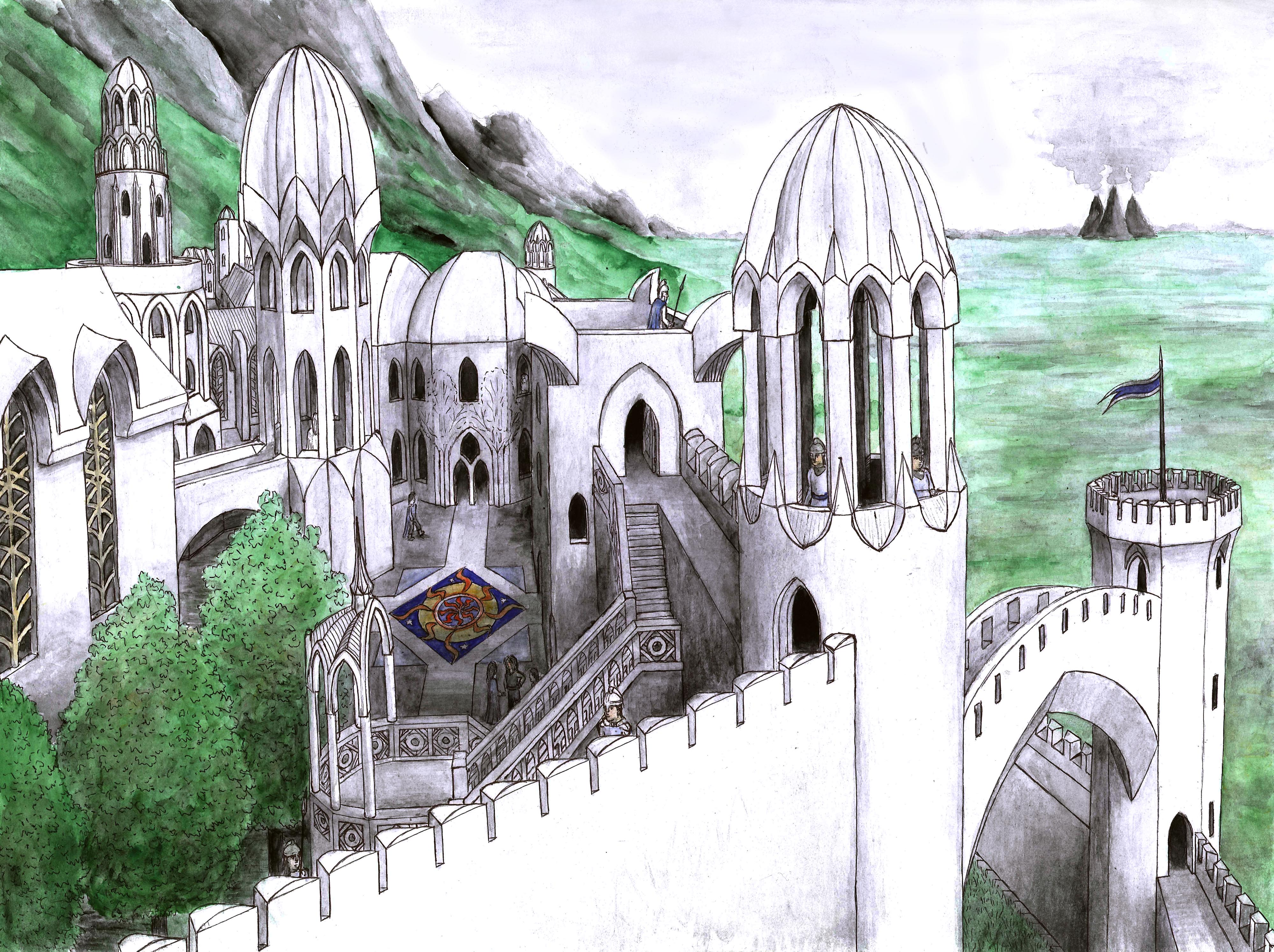
Fortaleza de Barad Eithel

Eithel Sirion (‘las fuentes del Sirion’) surgen de las Ered Wethrin al norte de Beleriand. Allí se ubicaba la fortaleza noldor de Barad Eithel, en la que residía Fingon. Allí, también, murió Fëanor de las heridas producidas por el balrog Gothmog.

### Paso del Sirion
Paso ubicado entre las Montañas de la Sombra y las Montañas Circundantes, conectaba Ard-Galen con Beleriand Occidental. Por allí el río Sirion descendía hacia el sur. Fue una zona controlada por los noldor de Finrod hasta que este fundó Nargothrond; lugar de frecuentes incursiones de los orcos hacia Beleriand.

### Vado de Brithiach
Vado sobre el río Sirion ubicado en el curso superior del mismo, al noreste de los lindes del bosque de Brethil. Por allí pasaba el camino que cruzaba Beleriand de este a oeste y unía Himlad con Nargothrond.

### Puertas del Sirion
Era un grupo de colinas ubicadas al suroeste de las lagunas del Crepúsculo, al otro lado de la cordillera de Andram. Se llamaban así porque entre esas colinas reaparecía el río Sirion, atravesando unos arcos rocosos a sus pies.

### Bocas del Sirion
El río Sirion desembocaba sobre el Belegaer en la bahía de Balar, formando un amplio y arenoso delta que conformaba una pantanosa región conocida como Lisgardh.